# Sium simense
Sium simense är en flockblommig växtart som beskrevs av Jacques Étienne Gay och Achille Richard. Sium simense ingår i släktet vattenmärken, och familjen flockblommiga växter. Inga underarter finns listade i Catalogue of Life.